# Југословенско-француски клуб у Краљеву
Југословенско-француски клуб у Краљеву био је удружење основано у међуратном периоду у Краљеву, које је имало задатак да негује француску културу у граду. Клуб је био основан након доласка француских стручњака, који су имали задатак да обучавају раднике новоосноване Фабрике авиона. Након одласка дела ових стручњака, као и хапшења дела чланова Клуба под сумњом да су били комунисти, активност Клуба је почела да замире.

## Оснивање Клуба
Предуслов за оснивање Југословенско-француског клуба било је оснивање Фабрике авиона у Краљеву. Грађена у периоду од 1926. до 1930. године, фабрика је грађена уз помоћ француске фирме Socielted Aviation Louis Breguet, а услов је био да инвеститор користи фабрику првих пет година и да се у њој производе авиони Бреге 19. Француски стручњаци и радници су почели да долазе у Краљево већ 1927. године. Краљевчани су Французима приредили срдачан дочек, а у томе су се нарочито истицали Краљевчани који су се борили на Солунском фронту. Дочек је приређиван већ на железничкој станици, а потом су пристигли Французи добијали смештај у приватним кућама, где су боравили до изградње стамбене колоније.
Идеја да се оснује Југословенско-француски клуб потекла је од намере да Клуб постане начин да се обогати културни живот Краљева, али и како би се неговао културни живот Француза који су били далеко од домовине. Ова идеја је нарочито била прихваћена код оних који су у току Првог светског рата били француски ђаци, односно оних који су током рата своје образовање настављали у француским школама и на факултетима. Постојало је и велико интересовање младих Краљевчана за учење француског језика. Поред часова француског, Клуб је организовао и предавања и игранке.
За сада нема поузданих података о тачном датуму оснивања Клуба. По сећању Тодора Вујасиновића, службеника Фабрике авиона, Клуб је почео да ради 1932. године, а велику подршку је добијао од француских кругова у Београду, али и саме фабрике. Клуб је био смештен у приземљу зграде ондашње Женске занатске школе. Први председник Клуба био је директор фабрике Жан Шево, а потпредседник мајор Душан Радовић, тадашњи командант аеродрома.
У Клубу су била организована предавања из која су држала личности познате као стручњаци у својим областима. Током тридесетих година у више наврата организоване су и акције уписа нових чланова, пре свега омладине. У то време Клубу приступа и један део краљевачких комуниста, који су Клуб видели као организацију у оквиру које су могли да делују с обзиром да Клуб није био под јаком присмотром полиције јер је у њему било Француза. На скупштини Југословенско-француског клуба одржаној 1. октобра 1933. године одлучено је да се уз Клуб оснује и народна књижница. Део нове управе су чинили и комунисти, попут Радета Вилотијевића, који је био постављен на место благајника. Велики број чланова управе су били професори Гимназије и њени бивши ђаци.

## Проблеми у раду Клуба
Светска економска криза која је почетком тридесетих захватила и Европу утицала је на пословање Фабрике авиона, а самим тим и на Клуб. Како се број поруџбина смањивао, део радника је био отпуштен. Са друге стране, француска амбасада, која је пратила Клуб од његовог оснивања, није се више интересовала за њега. Књиге и часописи који су долазили бесплатно из Француске, престали су да стижу. Како би Клуб сакупио довољно новца за кирију и свој рад, организоване су игранке на којима су прикупљана средства за Клуб, а повећан је и број часова француског језика. Како би сакупили средства, чланови Клуба су ишли и у амбасаду Француске у Београду, али без успеха. Са истим циљем су у Рашкој организовали приредбу, што је био велики културни догађај за ову варош.
Како се петогодишњи уговор о изградњи фабрике и обуци домаћих радника ближио крају 1935. године, број Француза у Краљеву се смањивао, што је представљало још један проблем за даљи рад Клуба. Поред тога, полиција је у исте године извршила претрес просторија Клуба, највероватније подстакнута извештајима својих агената који су пратили активности оних чланова за које се знало или се сумњало да су комунисти. Приликом претреса били су пронађени комунистички леци и брошуре. Након хапшења дела чланова Клуба, а пре свега Радета Вилотијевића, који је био један од његових најзначајнијих чланова, делатност Клуба је почела да замире. Ухапшенима је суђено у Чачку, где се налазио Окружни суд. Раде Вилотијевић је био осуђен на годину дана строгог затвора, а полиција је запленила имовину Клуба. Литература која је пронађена у Клубу била је послата Министарству унутрашњих послова.
Након хапшења Вилотијевића и других чланова Клуба, нови председник Клуба је постао трговац Милановић, који је био ожењен Францускињом. Иако је Клуб наставио са својим радом изгубио је на ранијем значају, делом и због тога што један део старог чланства, који је био наклоњен комунизму, није више долазио у Клуб. Клуб је накратко поново дошао у центар пажње септембра 1938. године, током посете француског конзула Ренеа Готзена Краљеву.